# Samboal
Samboal er en by og kommune i det centrale Spanien i provinsen Segovia. Den har et indbyggertal på 461 (2024) indbyggere.